# Сухарево (Костромская область)
Сухарево — деревня в Чухломском муниципальном районе Костромской области. Входит в состав Петровского сельского поселения

## География
Находится в северной части Костромской области на расстоянии приблизительно 21 км на восток-северо-восток по прямой от города Чухлома, административного центра района на левом берегу реки Вига.

## История
В 1872 году здесь было учтено 10 дворов, в 1907 году — 12.

## Население
Постоянное население составляло 54 человека (1872 год), 60 (1897), 67 (1907), 3 в 2002 году (русские 100 %), 1 в 2022.